# Robotboy
Robotboy är en tecknad serie för barn från brittiska-franska som startade 24 december 2005.
Serien visades i maj 2009 dagligen på kanalen Cartoon Network och var då på säsong 4, och det finns sammanlagt 52 olika avsnitt. Varje avsnitt är elva minuter långt.

## Handling
Professor Moshimo är en uppfinnare som bland annat byggt en superrobot med otroliga krafter som han kallar Robotboy. För att undvika att Robotboy hamnar i fel händer ger han den till sitt största fan, den 10-åriga pojken Tommy.
Hos Tommy får Robotboy lära sig hur man blir en riktig pojke. Den onde men ganska klantiga Dr. Kamikazi försöker gång på gång att få tag i roboten för att sedan ta över världen.

## Figurer
- Tommy Turnbull är en snäll och ganska klipsk 10-åring som tar hand om Robotboy. Han har på sig en klocka som visar hur mycket energi som finns kvar i batterierna Robotboy har kvar och var någonstans han kan vara. Han hatar när hans bror Donnie mobbar honom, samma sak med Kurt.
- Robotboy är en mycket stark liten blå/vit robot med talfel. Han är nästan alltid på bra humör och är alltid positiv. Ibland önskar han att han var en riktig pojke. Robotboy vill alltid väl och är alltid villig att hjälpa. Han kan bli deaktiverad, aktiverad och superaktiverad. När han är deaktiverad är han avstängd och ser ut som en liten robotleksak. När han är aktiverad är han på och brukar leka med sina kompisar och slåss mot de onda. När han är superaktiverad blir han större och starkare än någonsin, men han använder den mest när det är nödvändigt om hans vänner är i riktig fara.
- Augustus "Gus" Bachman Turner eller, som han själv kallar sig, "G-mannen" är en ganska äcklig, kraftig och väldigt matglad kille, bästa kompis med Tommy. Han har bra självförtroende och är ganska kaxig.
- Lola Mbolắ är en annan vän till Tommy, hon är förälskad i honom.
- Professor Moshimo är en vetenskapsman som har skapat Robotboy. Han är en gammal man men fortsätter att jobba ändå. Han får hjälp av sin fru Miu-Miu. Tommy kan alltid fråga honom om det är något fel på Robotboy. När han var ung bodde han i de mexikanska alperna där han tog hand om kor och tjurar.
- Doktor Kamikazi är ond, och försöker ta över världen. Det går dåligt eftersom han inte ens klarar av att ta fast Robotboy, vilket är hans prio nummer 1, eftersom han vill att Robotboy ska hjälpa honom att ta över världen.
- Constantine är Doktor Kamikazis lakej, han är inte så jättesmart men väldigt snäll.
- Dwight Turnbull är Tommys och Donnies pappa. Han är make till Debs Turnbull. För det mesta gillar han sin äldste son Donnie, eftersom Donnie är starkare än Tommy.
- Debs Turnbull är Tommys och Donnies mamma. Hon är hustru till Dwight. Hon är mycket trevlig men gillar inte när hennes man fjantar runt.
- Donnie Turnbull är Tommys elaka storebror som gör allt för att göra livet surt för Tommy och hans vänner.
- Bambi är en uppblåst tjej som Tommy är väldigt förtjust i.
- Kurt är Tommys mobbare i skolan. Han har sina kompisar som är beredda att slå Tommy. Hans pappa är agent.
- Kurts Pappa är en agent som också vill ha Robotboy för att visa honom för cheferna på sitt jobb. Han misslyckas också att fånga Robotboy.
- Protoboy är Robotboys storebror. Han var en av Moshimos första skapelser. Han blev ond på grund av Kamikazi. Men han blev för ond så han samarbetade för sig själv. Han dök upp för första gången i avsnittet "Min Bror". Robotboy besegrade honom, men han återvände i säsong 4 där han ville hämnas på Robotboy och Moshimo.
- Robotgirl är en tjejversion av Robotboy. Hon har på sig kjol och en rosa fluga på sitt huvud. Hon dök upp för första gången i avsnittet "Robotgirl". Robotboy behövde lära henne, eftersom hon var helt ny. Även hon kan superaktiveras. Hon var borta i flera avsnitt, men kom senare i säsong 4 tillbaka, då hon skickades till Tommy för att berätta att Moshimo var i fara.
- Knytnävsmannen är en superhjälte som Tommy och hans vänner är förjusta i. Han är med i TV och serietidningar (i serien.) Han värsta fiende är den "Omänskliga Foten".
- Björn Björnson är en kille från Norden som också vill ha Robotboy, för att förstöra honom så att hans egen robot blir nummer 1.
- Björnbot är Björns robot. Han ser ut precis som Björn men kan bara säga ja och nej. Han är en kopia av Robotboy eftersom han är lika stark som han.
- Claus Von Afoncügel är en veklig man från Tyskland. Han får hjälp av sin orangutang Ludwing. När Claus får reda på Robotboy vill han få tag på honom och stjäla hans delar så att han kan bli stark och hämnas på dem som retade honom när han var liten. Afoncügel dyker bara upp i säsong 3 och 4.
- Felonius Hexx är en elak trollkarl som hatar Gus. Inte Robotboys värsta fiende, men duktig på magi. Han jobbar mer som en läkare men använder magi när Gus dyker upp.
- Robotman är en vuxenversion av Robotboy. Tommy och hans vänner började gilla honom mer än Robotboy. Men senare blev Robotman ond och tråkig som en lärare. Han ville förinta Robotboy.

## Svenska röster
- Maria Rydberg - Robotboy
- Anton Olofsson - Tommy Turnbull
- Nick Atkinson - Gus
- Therese Reuterswärd - Lola
- Leo Hallerstam - Donnie Turnbull
- Peter Sjöquist - Kamikazi
- Dick Eriksson - Constantin
- Steve Kratz - Moshimo

## Avsnitt

### Säsong 1
1. Dog-Ra / War and Pieces
2. Constabot / Cleaning Day
3. Teasebots / Constantine Rising
4. Metal Monster / Time Transmission
5. The Donnienator / Halloween
6. Don't Fight It / Kurt's Father
7. Brother / Roughing It
8. I Want That Toy / Sweet Revenge
9. Robot Love / Brother Bjorn
10. The Boy Who Cried Kamikazi / Christmas Evil
11. Underwater / Kamikazi Nightmare
12. Human Fist on Ice / Robot Rebels
13. Crying Time / Runaway Robot

### Säsong 2
1. Robotman / A Tale of Two Evil Geniuses
2. There's Something About Stevie / The Homecoming
3. Kindergarten Chaos / Robot Girl
4. Bambibot / Double Tommy
5. Tether Tommy / The Tune Up
6. Shelf Life / The Babysitter
7. Manchurian Robot / Door to Door
8. The Consultant / Feline Frenzy
9. Attack of the Killer G-Men / Party Out of Bounds
10. Tummy Trouble / Valentine's Day
11. Fight / Cast Iron Constantine
12. Kamispazi / Kami-Chameleon
13. Wrestling with Gus / The Soothsayer

### Säsong 3
1. Six Million Euro Man / RoboGus and the G-Machine
2. Foot Brawl / Remote Out of Control
3. Hair-A Parent / Clammadon Rising
4. Bad Language / Up a Tree
5. Wunderpark / Zap! You're Old
6. Racer Zero / The Legend of Brainy-Yak
7. Nursing a Grudge / Stuck on You
8. The Sleepover / Rowho?
9. C.H.O.P. / Destroy All Robots
10. Science Fear / Automatommy
11. Mancation / Journey to the Center of Gus
12. Traffic Slam / Tragic Magic
13. Ooh That Smell / Museum Madness

### Säsong 4
1. Gus's Big Mouth / Small Problems
2. Vitamin Sucker / Ogbot
3. Runaway Robot / Grow - No - Mo!
4. Aunty Gravitee / Cheezy Fun for Everyone
5. The Curse of Truckenstein / Robolympics
6. Knockoffs / Gus's Mix
7. Robotboy's Fifteen Minutes / The Old Switcharobot
8. I Hero! / Rats!
9. Udder Madness / Bad Nanny!
10. Bowling for Dummies / Tween for a Day
11. Donny Turnbull's Day Off / Robomonkey Shines
12. The Revenge of Protoboy / Everybody Loves Grandma
13. The Return of Robotgirl / Momma's Boy